# Orszymowo (gromada)
Orszymowo – dawna gromada, czyli najmniejsza jednostka podziału terytorialnego Polskiej Rzeczypospolitej Ludowej w latach 1954–1972.
Gromady, z gromadzkimi radami narodowymi (GRN) jako organami władzy najniższego stopnia na wsi, funkcjonowały od reformy reorganizującej administrację wiejską przeprowadzonej jesienią 1954 do momentu ich zniesienia z dniem 1 stycznia 1973, tym samym wypierając organizację gminną w latach 1954–1972.
Gromadę Orszymowo z siedzibą GRN w Orszymowie utworzono – jako jedną z 8759 gromad na obszarze Polski – w powiecie płockim w woj. warszawskim, na mocy uchwały nr VI/10/13/54 WRN w Warszawie z dnia 5 października 1954. W skład jednostki weszły obszary dotychczasowych gromad Arciszewo Nowe, Borzeń, Lasocin, Orszymowo, Pruszczyn i Pruszczyn Nowy oraz wieś Wilkanowo i były folwark Wilkanowo z dotychczasowej gromady Wilkanowo ze zniesionej gminy Mała Wieś w tymże powiecie. Dla gromady ustalono 14 członków gromadzkiej rady narodowej.
1 stycznia 1959 z gromady Orszymowo wyłączono: (a) wieś Pruszyn, włączając ją do gromady Rębowo w tymże powiecie, oraz (b) wieś Lasocin i kolonię Lasocin, włączając je do znoszonej gromady Dzierżanowo tamże, po czym gromadę Orszymowo zniesiono, a jej (pozostały) obszar włączono do gromady Mała Wieś tamże.